# شلات
شلات (بالألمانية: Schlatt bei Winterthur) هي إحدى بلديات مقاطعة فينترتور في كانتون زيورخ في سويسرا. تبلغ مساحتها 9.03 كيلومتر مربع، ويقدر عدد سكانها بـ 735 نسمة (حسب تعداد ديسمبر 2017).

## أعلام
- أوسكار إيق
- بيتر ستيغر
- باربرا غانز